# Gérard Fournier
Pour les articles homonymes, voir Papillon (homonymie) et Fournier.
 (mars 2020).
Si vous disposez d'ouvrages ou d'articles de référence ou si vous connaissez des sites web de qualité traitant du thème abordé ici, merci de compléter l'article en donnant les références utiles à sa vérifiabilité et en les liant à la section « Notes et références ».
Gérard Fournier, surnommé Papillon (14 septembre 1946 - 3 janvier 1989), est un musicien français qui fut le chanteur du groupe de rock Triangle.

## Biographie
Après avoir joué dans des groupes amateurs, il débute comme bassiste du groupe français Les Players, puis rejoint les Lionceaux (1964-1965) sous le pseudonyme de Dan Moore. Il est également bassiste sur scène pour Dick Rivers et Dany Logan. À l'automne 1966, il intègre le groupe d'accompagnement The Blackburds de Johnny Hallyday avec lequel il joue durant deux ans. En 1970 il fonde le groupe Triangle qui connait le succès en 1971 avec la chanson Viens avec nous.
En 1974, il sort un disque solo Planète Rock and Roll, qui obtient un succès d'estime.
Il décède le 3 janvier 1989 à 43 ans des suites d'une septicémie d'origine pulmonaire.